# Epiplema flexifascia
Epiplema flexifascia är en fjärilsart som beskrevs av W. Warren 1906. Epiplema flexifascia ingår i släktet Epiplema och familjen Uraniidae. Inga underarter finns listade i Catalogue of Life.